# Lellingeria ciliolepis
Lellingeria ciliolepis là một loài dương xỉ trong họ Polypodiaceae. Loài này được C. Chr. A.R. Sm. mô tả khoa học đầu tiên năm 1995.